# 2003 год в истории метрополитена
В этой статье перечисляются основные  события из истории метрополитенов в 2003 году. Полужирным шрифтом выделены открытия новых транспортных систем.

## События

### Первое полугодие

#### Январь
- 18 января — открыт для регулярной эксплуатации Лимский метрополитен с 6-ю станциями: «Atocongo», «San Juan», «Miguel Iglesias», «Villa Maria», «El Sol», «Villa el Salvador».[1]

#### Апрель
- 11 апреля — открыты: участок линии 10 Мадридского метрополитена Colonia Jardín — Puerta del Sur (без станции Aviación Española), линия 12 Мадридского метрополитена.[2]
- 20 апреля — открыта станция Софийского метрополитена — «Обеля».[3]

#### Май
- 6 мая — открыта 165-я станция Московского метрополитена — «Парк Победы».[4]
- 24 мая — открыт восьмой участок Святошинско-Броварской линии Киевского метрополитена длиной 3,25 км с двумя станциями: «Житомирская», «Академгородок».[5]

#### Июнь
- 9 июня:
  - движение поездов между станциями «Автозаводская» и «Белорусская» Замоскворецкой линии было прервано более чем на восемь часов (с 6:45 по московскому времени примерно до 15:16) из-за поломки в колёсной паре вагона одного из поездов. В результате поломки колёса электропоезда сошли с рельсов, оторвались и повредили около 200 погонных метров силового электрокабеля. Никто не погиб, двое человек были госпитализированы, ещё семерым пострадавшим, обратившимся за медицинской помощью, помощь была оказана на месте.[6]
  - на станции метро «Выхино» обвалилась бетонная стена с кабелями, ограждающая открытые пути метрополитена. Никто не пострадал.

### Второе полугодие
- Началась реконструкция станционного узла «Выхино», которая полностью ликвидировала возможность кросс-платформенной пересадки со станции метро на пригородные поезда.
- 9 августа — открыты станции Линии B Метрополитена Буэнос-Айреса: «Тронадор/Вилья-Ортусар», «Лос-Инкас/Парке-Час».[7]
- 1 сентября — открыто электродепо «Могилёвское» Минского метрополитена.
- 18 октября — открыта станция Мюнхенского метрополитена «Георг-Браухле-Ринг».[8]
- 20 декабря — открыта станция «Двожец Гданьски» (A17) Варшавского метрополитена.[9]
- 27 декабря — открыта первая очередь Бутовской линии со станциями: Улица Старокачаловская, Улица Скобелевская, Бульвар Адмирала Ушакова, Улица Горчакова Бунинская аллея Московского метрополитена.[10]

## Происшествия
| Дата         | Метро                   | Погибли | Пострадали | Описание |
| ------------ | ----------------------- | ------- | ---------- | --- |
| 14-15 ноября | Московский метрополитен | 0       | 0          | Во время бурения скважины из тоннеля на перегоне «Царицыно» — «Орехово» Замоскворецкой линии для закачки водоподавляющих материалов в грунт произошёл выброс плывуна, а при его подавлении — интенсивный вынос песка через дефекты железобетонной обделки тоннеля. В результате аварийно-восстановительных работ к 5:30 плывун был заглушен, и работа Замоскворецкой линии началась по графику. |
| 15 ноября    | Московский метрополитен | 0       | 0          | В 6:40 утра движение на участке «Царицыно» — «Орехово» Замоскворецкой линии было полностью остановлено из-за открытия новых точек поступления плывуна в тоннель. На время восстановительных работ силами «Мосгортранса» и Московской железной дороги были организованы компенсирующие маршруты наземного транспорта. Аварийные работы были в основном закончены к 23:30 вечера того же дня, была проведена обкатка участка поездами без пассажиров. Пассажирское движение на участке было открыто с утра 16 ноября. |